# 天使頻道
天使頻道 (英文:Angels & Airwaves 通常簡稱為 "A∀A") 是一支另類搖滾的樂團。
發行過三張專輯: 不講悄悄話 (2006), 王者國度 (2007) and Love (2010)。